# Dachówka mnich i mniszka

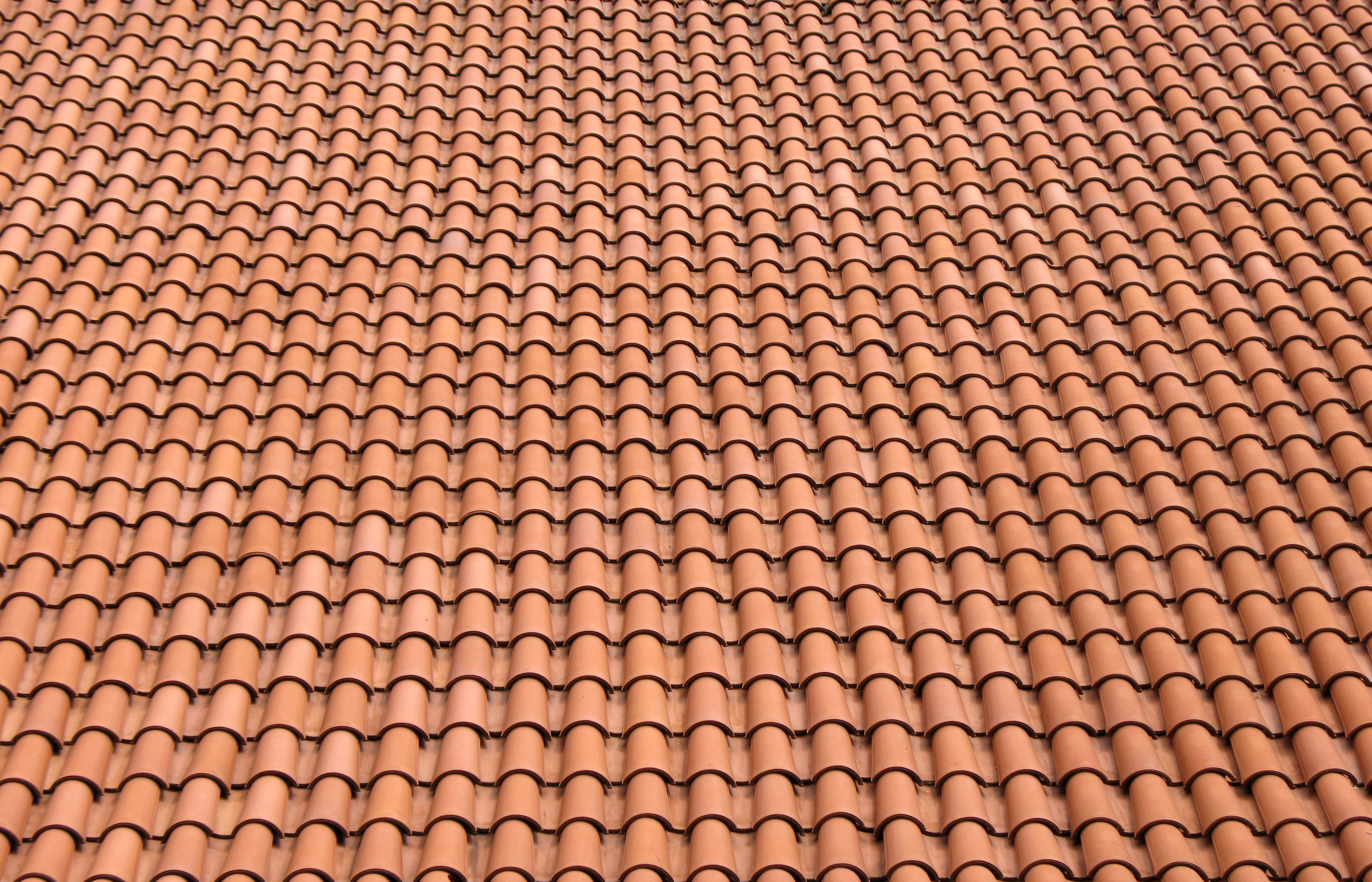
Dachówka mnich i mniszka – fragment dachu na budynku wagi miejskiej w Poznaniu

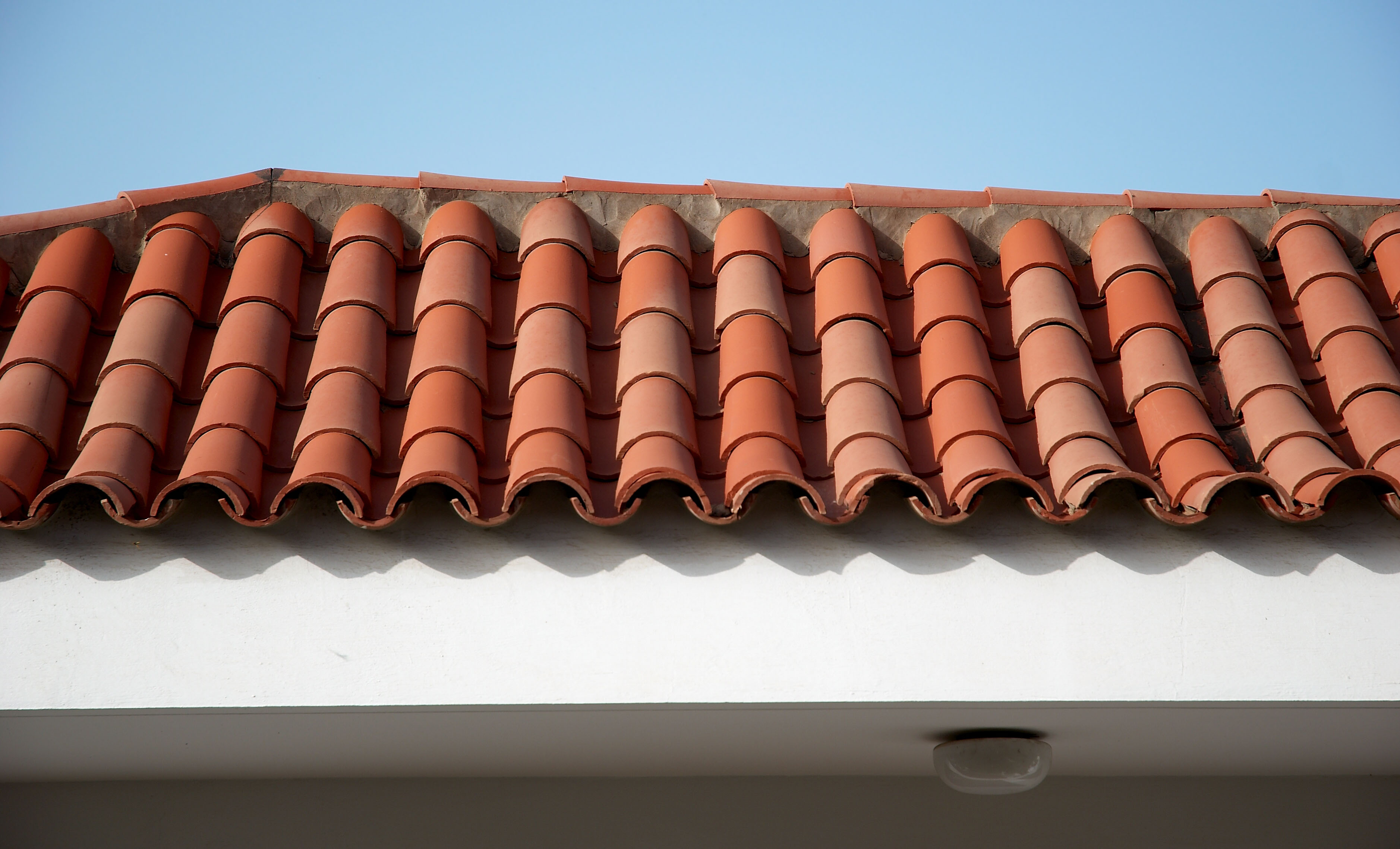
Dach na budowli w San Agustin na wyspie Gran Canaria

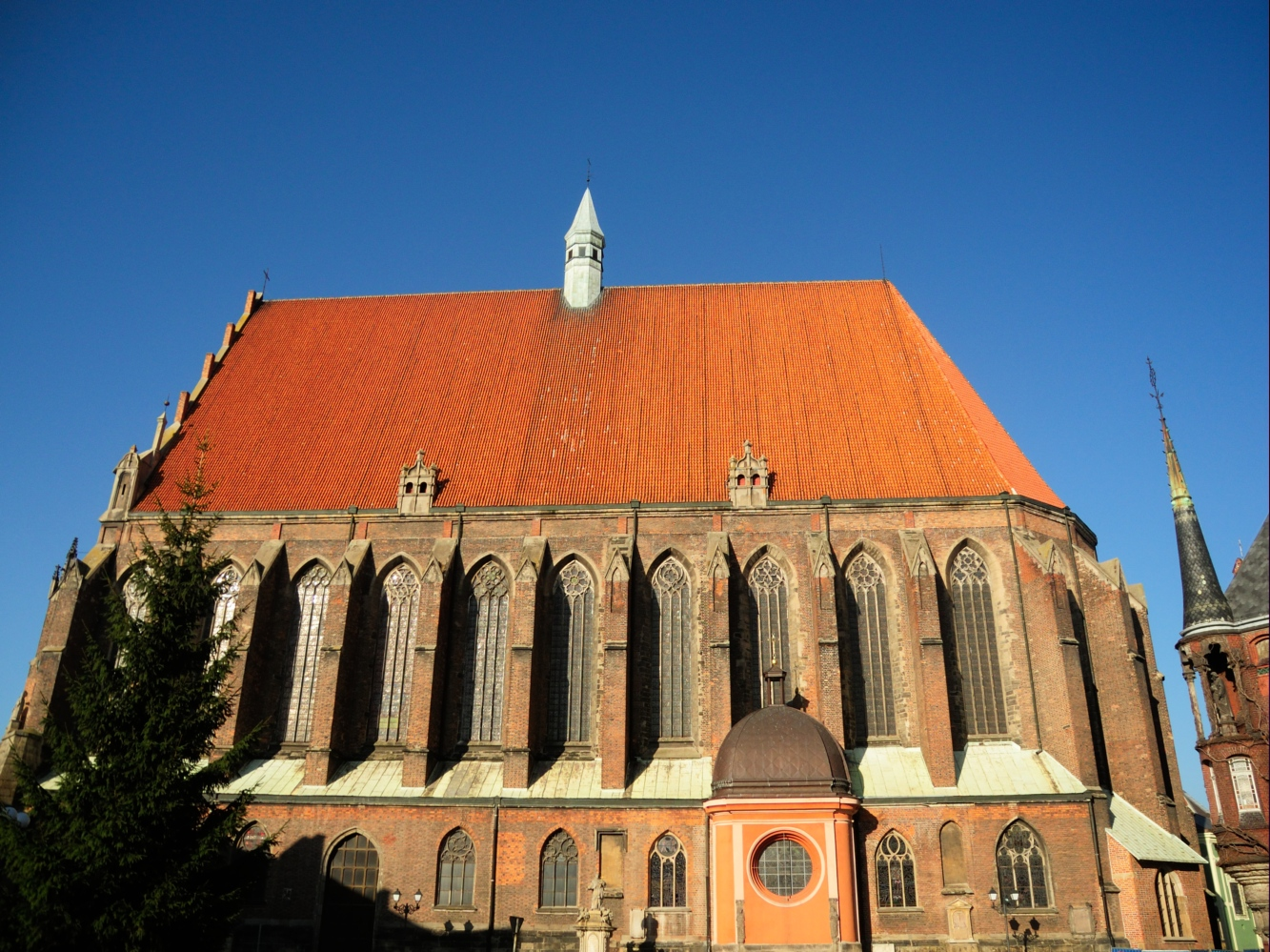
Bazylika w Nysie – dachówka coppo winter w kolorze nordico

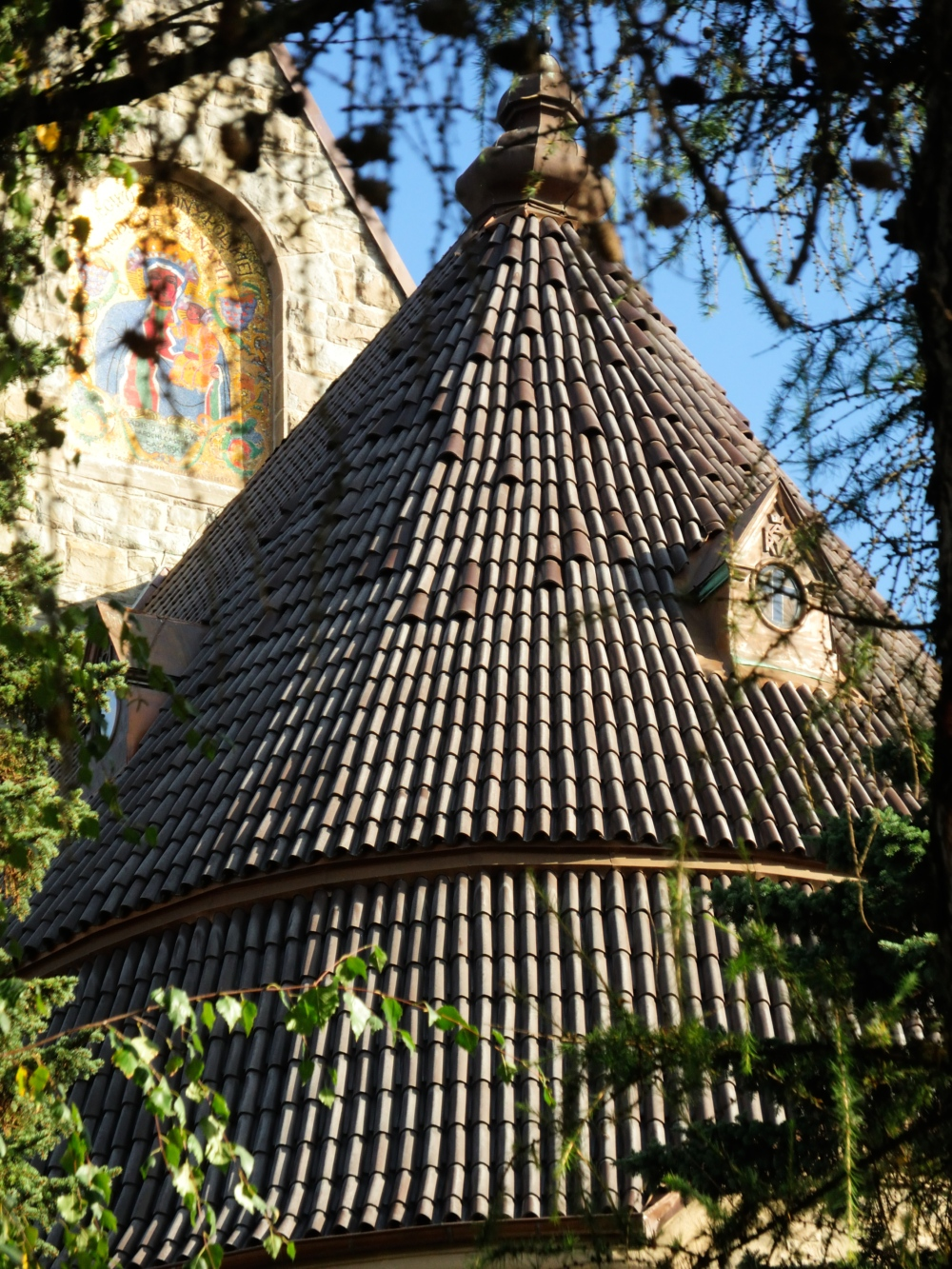
Bazylika w Limanowej – dachówka coppino tirolo

Dachówka mnich i mniszka (oryginalnie po włosku coppo) – ceramiczna dachówka tłoczona składająca się z dwóch segmentów:
- dachówki mniszki (dachówki dolnej) – gąsiora z noskiem (nazywanym czasami zębem) do oparcia (zawieszenia) dachówki mniszki na łacie (masa ok. 2,2 kg). Dachówki mniszka to dolna warstwa dachówek, tworząca po ułożeniu kanały, którymi odprowadzana jest woda opadowa.
- dachówki mnicha (dachówki górnej) – gąsiora z otworem służącym do przymocowania do łaty spinką lub wkrętem (masa ok. 2,2 kg). Dachówki mnich to górna warstwa pokrycia dachowego przykrywająca mniszki. Mnich może też być bez otworu, jeżeli montowany jest na zaprawę lub specjalną piankę (montaż na zaprawę to już rzadkość) albo w specjalnych panelach styropianowych.

Typowe zużycie to 15 par/m2 dachu, chociaż są spotykane zarówno większe jak i drobniejsze wersje mnich-mniszka, na przykład 19 par/m2 w Tyrolu (coppino tirilo).
Jest to najbardziej klasyczny model dachówki. Dachówki te wynalezione zostały przez starożytnych Greków i spopularyzowane przez Rzymian w całej Europie wraz ze wzrostem Imperium Rzymskiego. Był to podstawowy model dachówki w czasach antycznych i średniowieczu.
Dachówki te zalicza się do dachówek wysokoprofilowych. Dachówka mnich-mniszka to klasyczny model dachówki wyróżniający się dużą zdolnością do odprowadzania wody opadowej. Jest to szczególnie ważne w basenie Morza Śródziemnego, gdzie w okresie zimowym jest duża ilość opadów. Należy do dachówek połaciowych niezakładkowych. Dachówki w typowym układzie 15 par/m2 zachodzą na siebie około 9 cm, co czyni pokrycie dachowe wystarczająco szczelnym, nawet podczas intensywnych ulew. Dodatkową zaletą jest lepsze odprowadzanie ciepła podczas upalnych dni, ponieważ dachówki wierzchnie tworzą swoiste kanały, którymi gorące powietrze odprowadzane jest ku górze, wentylując i chłodząc dach.
Pokrycia tego typu dachówkami w Polsce najczęściej spotyka się na budynkach zabytkowych oraz stylowych rezydencjach i hotelach. Dachówki tego typu pokrywały na przykład gotycki zamek w Wąbrzeźnie. Wywodzą się one z tradycji rzymskiej i są bardzo popularne w rejonie Morza Śródziemnego (we Włoszech, Francji, Hiszpanii, północnej Afryce, na Bliskim Wschodzie); rozpowszechnione były także w średniowieczu w krajach niemieckojęzycznych, w których później zaczęto zastępować je dachówką karpiówką. Ten sposób krycia dachów jest bardzo popularny również w południowo-zachodniej części Stanów Zjednoczonych (głównie Kalifornii), jak również na Florydzie, gdzie zwany jest pan and cover lub mission style.
W celu ułatwienia montażu opracowano zakładkową wersję dachówek (unicoppo) dającą efekt mnich-mniszka, charakteryzującą się wysoką falą oraz mocno zaakcentowanym kanałem imitującym dachówkę dolną.
Producenci włoscy wprowadzają także podwójną dachówkę mniszkę (doppio coppo lub double coppo stopper), która umożliwia szybszy i tańszy montaż. 